# Briis-sous-Forges
Briis-sous-Forges (prononcé [bʁi su fɔʁʒ] ) est une commune française située à trente kilomètres au sud-ouest de Paris dans le département de l'Essonne en région Île-de-France. Elle est le siège de la communauté de communes du pays de Limours.
Ses habitants sont appelés les Briissois,.

## Géographie

### Situation
| Type d’occupation           | Pourcentage | Superficie (en hectares) |
| --------------------------- | ----------- | ------------------------ |
| Espace urbain construit     | 14,2 %      | 158,38                   |
| Espace urbain non construit | 4,7 %       | 52,35                    |
| Espace rural                | 81,1 %      | 905,69                   |
| Source : MOS-Iaurif 2008    |             |                          |

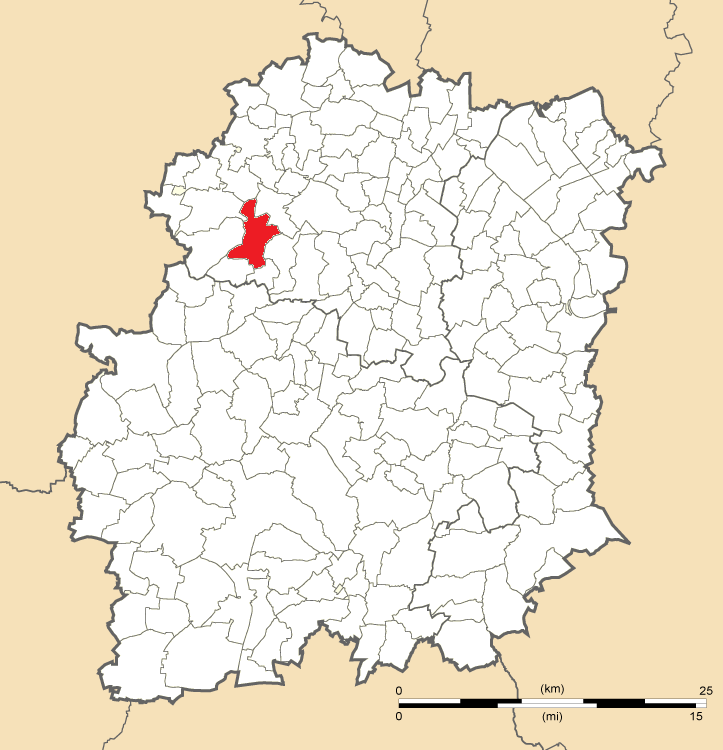
Position de Briis-sous-Forges en Essonne.

Briis-sous-Forges est située à trente kilomètres au sud-ouest de Paris-Notre-Dame, point zéro des routes de France, vingt-trois kilomètres au sud-ouest d'Évry, treize kilomètres au sud-ouest de Palaiseau, dix kilomètres au nord-ouest d'Arpajon, onze kilomètres au sud-ouest de Montlhéry, treize kilomètres au nord-est de Dourdan, vingt-deux kilomètres au nord-ouest d'Étampes, vingt-trois kilomètres au nord-ouest de La Ferté-Alais, vingt-six kilomètres à l'ouest de Corbeil-Essonnes, trente-cinq kilomètres au nord-ouest de Milly-la-Forêt.

### Hydrographie
La commune est arrosée par la Prédecelle et ses nombreux bras morts.

### Relief et géologie
Le point le plus bas de la commune est situé à quatre-vingt-sept mètres d'altitude et le point culminant à cent-soixante-treize mètres.

### Communes limitrophes
Briis-sous-Forges est limitrophe des communes suivantes :

### Climat
Pour des articles plus généraux, voir Climat de l'Île-de-France et Climat de l'Essonne.
En 2010, le climat de la commune est de type climat océanique dégradé des plaines du Centre et du Nord, selon une étude du CNRS s'appuyant sur une série de données couvrant la période 1971-2000. En 2020, Météo-France publie une typologie des climats de la France métropolitaine dans laquelle la commune est exposée à un climat océanique altéré et est dans la région climatique Sud-ouest du bassin Parisien, caractérisée par une faible pluviométrie, notamment au printemps (120 à 150 mm) et un hiver froid (3,5 °C). 
Pour la période 1971-2000, la température annuelle moyenne est de 10,9 °C, avec une amplitude thermique annuelle de 15,3 °C. Le cumul annuel moyen de précipitations est de 693 mm, avec 11,4 jours de précipitations en janvier et 7,8 jours en juillet. Pour la période 1991-2020, la température moyenne annuelle observée sur la station météorologique la plus proche, située sur la commune de Fontenay-lès-Briis à 2 km à vol d'oiseau, est de 11,6 °C et le cumul annuel moyen de précipitations est de 696,0 mm,. Pour l'avenir, les paramètres climatiques de la commune estimés pour 2050 selon différents scénarios d'émission de gaz à effet de serre sont consultables sur un site dédié publié par Météo-France en novembre 2022.
| Mois                                  | jan.           | fév.           | mars           | avril         | mai             | juin          | jui.          | août           | sep.           | oct.          | nov.             | déc.             | année     |
| ------------------------------------- | -------------- | -------------- | -------------- | ------------- | --------------- | ------------- | ------------- | -------------- | -------------- | ------------- | ---------------- | ---------------- | --------- |
| Température minimale moyenne (°C)     | 1,5            | 1,2            | 3,1            | 5             | 8,6             | 11,6          | 13,4          | 13,2           | 10,2           | 7,7           | 4,4              | 2,1              | 6,8       |
| Température moyenne (°C)              | 4,4            | 4,9            | 7,9            | 10,7          | 14,3            | 17,5          | 19,8          | 19,6           | 16             | 12,1          | 7,6              | 4,8              | 11,6      |
| Température maximale moyenne (°C)     | 7,3            | 8,5            | 12,6           | 16,3          | 20,1            | 23,5          | 26,1          | 26             | 21,8           | 16,6          | 10,9             | 7,6              | 16,4      |
| Record de froid (°C) date du record   | −18 17.01.1985 | −13,5 07.02.12 | −10,8 01.03.05 | −6 06.04.21   | −1,5 06.05.19   | 1,1 01.06.06  | 2 02.07.1966  | 3,7 30.08.1964 | 0,5 17.09.1971 | −4,1 21.10.10 | −10,4 24.11.1998 | −16,5 29.12.1964 | −18 1985  |
| Record de chaleur (°C) date du record | 16,5 27.01.03  | 20,7 27.02.19  | 24,9 31.03.21  | 29,2 20.04.18 | 32,5 25.05.1989 | 37,5 21.06.17 | 42,5 25.07.19 | 40,2 12.08.03  | 34,8 15.09.20  | 30 01.10.1985 | 21,5 07.11.15    | 17,3 07.12.00    | 42,5 2019 |
| Précipitations (mm)                   | 54,2           | 48,6           | 50,4           | 47,5          | 69              | 58            | 61,1          | 62,6           | 50,9           | 61,2          | 61,2             | 71,3             | 696       |

### Voies de communication et transports
C'est sur le territoire de la commune qu'est ouverte, le 29 mai 2006, la première gare routière ouverte sur une autoroute. Les lignes Express 91.02 et Express 91.03 au départ de Dourdan relient par l'autoroute A10 la gare routière de Briis-sous-Forges à la gare de Massy TGV et RER B et C de Massy - Palaiseau et au campus Paris-Saclay en vingt à trente minutes. Ces lignes du réseau de bus Essonne Sud Ouest appliquent la tarification d'Île-de-France Mobilités, commune par exemple avec celle des lignes RER. La commune est également desservie par la ligne 91.04 du réseau de bus Cœur d'Essonne. 

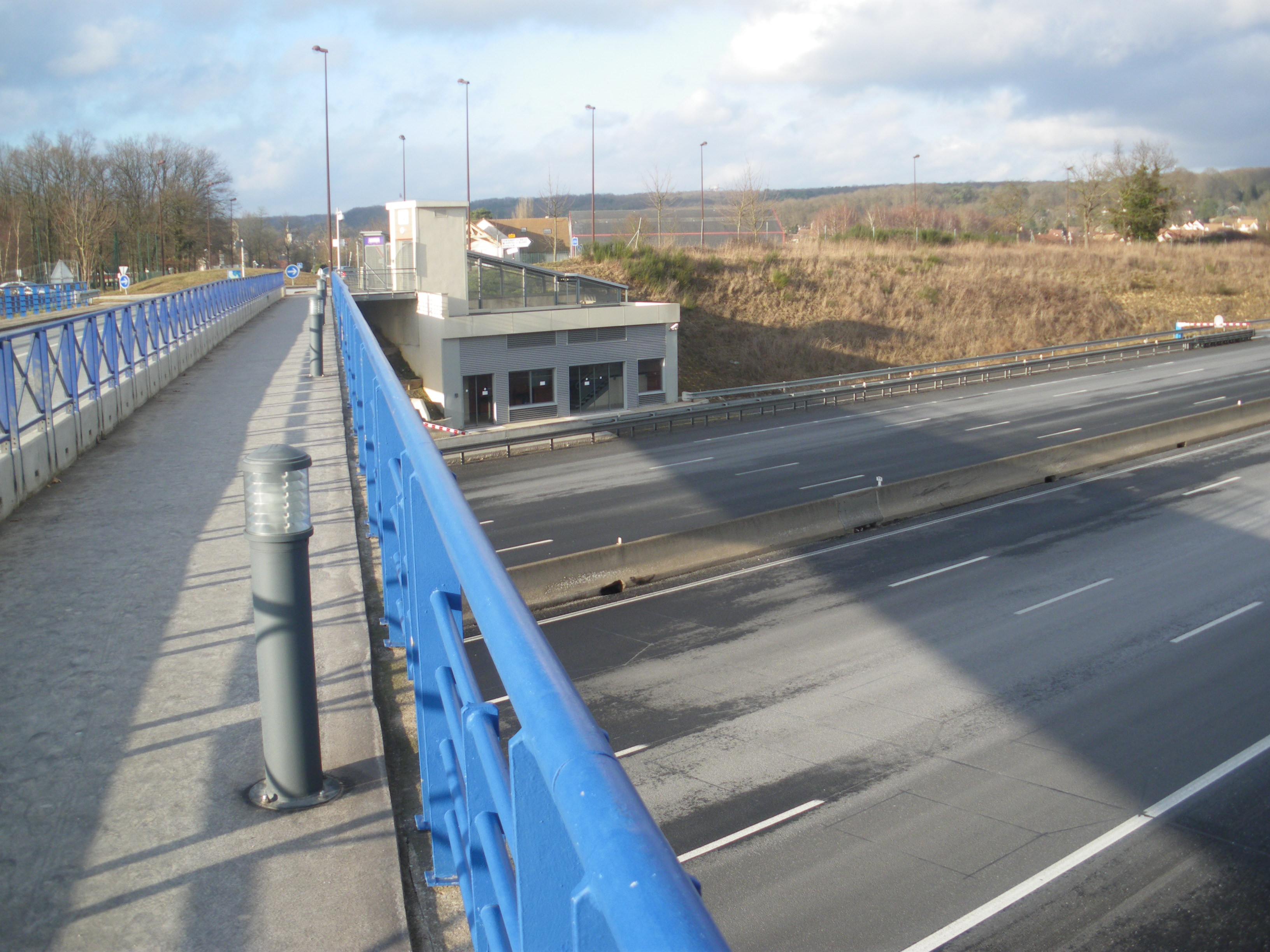
Gare direction Dourdan.
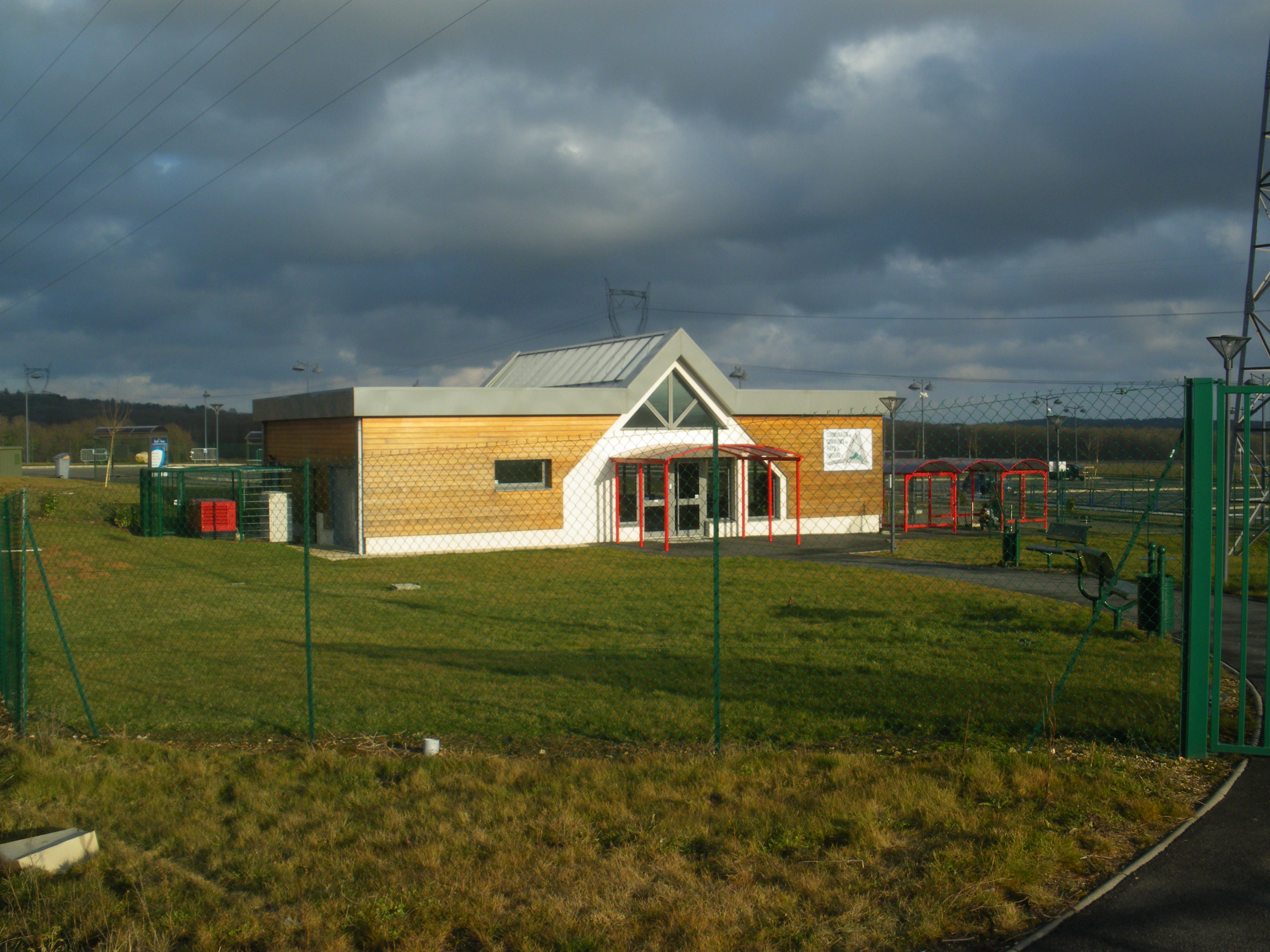
Accueil de la gare routière.

La commune est desservie par la ligne de bus 06 du réseau de bus Centre et Sud Yvelines.

### Lieux-dits, écarts et quartiers
Launay-Maréchaux, Chante-Coq, Frileuse, Mulleron, le Coudray, Invilliers.

## Urbanisme

### Typologie
Au 1er janvier 2024, Briis-sous-Forges est catégorisée bourg rural, selon la nouvelle grille communale de densité à sept niveaux définie par l'Insee en 2022.
Elle appartient à l'unité urbaine de Briis-sous-Forges, une unité urbaine monocommunale constituant une ville isolée,. Par ailleurs la commune fait partie de l'aire d'attraction de Paris, dont elle est une commune de la couronne,. Cette aire regroupe 1 929 communes,.

## Toponymie
Ad summum Bragium en 768, Briae en 1284, Briae ad Forgias, Bries au XIIIe siècle, Bris en 1318, Briis en 1571.
Bragium en 768, Briis  en 1793. Une erreur orthographique en 1801 donna Brus avant que la mention de la commune voisine de Forges soit ajoutée dans le bulletin des lois.
Le nom de la commune tiendrait son origine du mot gaulois bracu signifiant « boue », *bracu ( plus exactement *brakus, brakōs) a d’abord désigné un « fond de vallée humide » puis un « marais ».

## Histoire
La commune de Briis-sous-Forges remonte au moins au VIIIe siècle, époque à laquelle le roi Pépin le Bref fait donation de Bragium, en 768, aux religieux de l'abbaye de Saint-Denis (nom de l'actuelle église).
En octobre 1132, le roi Louis VI le Gros (1081-1137) fait l'acquisition auprès des chanoines de Notre-Dame de Paris de la terre d'Inoilliers qu'il échange aux religieuses bénédictines  de l'abbaye Notre-Dame d'Yerres, contre le fief de Bourg-la-Reine, ensemble de terres considérables que les religieuses tenaient depuis la fondation de leur établissement soit par aumônes ou possédées par l'une d'elles dont lieu-dit- Pré Houdoin (Pratellum Holduini), et donne cette dernière terre aux religieuses de l'abbaye de Montmartre.
En 1516, Anne Boleyn séjournerait chez les seigneurs de Briis.
Pendant la Première Guerre mondiale, l'hôpital-sanatorium de Bligny devient un Hôpital complémentaire dépendant de l'hôpital militaire de Versailles (HCVR) de 500 lits.

## Politique et administration

### Rattachements administratifs et électoraux
Depuis la Révolution française jusqu’à la loi du 10 juillet 1964, la commune faisait partie du département de Seine-et-Oise. Le redécoupage des anciens départements de la Seine et de Seine-et-Oise fait que la commune appartient désormais au département de l'Essonne à la suite d'un transfert administratif effectif le 1er janvier 1968.
Elle fait partie depuis lors de l'arrondissement de Palaiseau du département de l'Essonne et, pour l'élection des députés, est rattachée à la quatrième circonscription de l'Essonne.
Elle faisait partie depuis 1793 du canton de Limours. Dans le cadre du redécoupage cantonal de 2014 en France, la commune fait désormais partie du canton de Dourdan.

### Intercommunalité
La commune est le siège de la communauté de communes du pays de Limours, créée au 1er janvier 2002.

### Tendances et résultats politiques
Élections présidentielles, résultats des deuxièmes tours :
- Élection présidentielle de 2002 : 90,54 % pour Jacques Chirac (RPR), 9,46 % pour Jean-Marie Le Pen (FN), 80,71 % de participation[33].
- Élection présidentielle de 2007 : 53,89 % pour Nicolas Sarkozy (UMP), 46,11 % pour Ségolène Royal (PS), 85,13 % de participation[34].
- Élection présidentielle de 2012 : 51,67 % pour François Hollande (PS), 48,33 % pour Nicolas Sarkozy (UMP), 86,69 % de participation[35].

Élections législatives, résultats des deuxièmes tours :
- Élections législatives de 2002 : 53,29 % pour Pierre-André Wiltzer (UMP), 46,71 % pour Marianne Louis (PS), 63,10 % de participation[36].
- Élections législatives de 2007 : 52,13 % pour Nathalie Kosciusko-Morizet (UMP), 47,87 % pour Olivier Thomas (PS), 62,01 % de participation[37].
- Élections législatives de 2012 : 52,50 % pour Olivier Thomas (PS), 47,50 % pour Nathalie Kosciusko-Morizet (UMP), 64,45 % de participation[38].

Élections européennes, résultats des deux meilleurs scores :
- Élections européennes de 2004 : 29,30 % pour Harlem Désir (PS), 15,90 % pour Marielle de Sarnez (UDF), 46,97 % de participation[39].
- Élections européennes de 2009 : 27,37 % pour Michel Barnier (UMP), 22,20 % pour Daniel Cohn-Bendit (Les Verts), 44,42 % de participation[40].

Élections régionales, résultats des deux meilleurs scores :
- Élections régionales de 2004 : 54,41 % pour Jean-Paul Huchon (PS), 39,79 % pour Jean-François Copé (UMP), 68,58 % de participation[41].
- Élections régionales de 2010 : 57,81 % pour Jean-Paul Huchon (PS), 42,19 % pour Valérie Pécresse (UMP), 50,54 % de participation[42].

Élections cantonales, résultats des deuxièmes tours :
- Élections cantonales de 2001 : données manquantes.
- Élections cantonales de 2008 : 63,55 % pour Christian Schœttl (DVD) élu au premier tour, 28,59 % pour Mouna Mathari (PS), 68,44 % de participation[43].

Élections municipales :
- Élections municipales de 2001 : données manquantes.
- Élections municipales de 2008 : 1 017 voix pour Virginie Janssen, 1 012 pour André Guinaudeau, 69,02 % de participation[44].
- Élections municipales de 2014 : 67,97 % voix pour Bernard Vera (UG), 32,02 % pour Nicolas Schoettl (DVD)[45].
- Élections municipales de 2020 : 67,36 % voix pour Emmanuel Dassa (Liste Ensemble pour Briis), 32,63 % pour Philippe Casolari (Liste Agissons à Briis-sous-Forges)[46].

Référendums :
- Référendum de 2000 relatif au quinquennat présidentiel : 76,64 % pour le Oui, 23,36 % pour le Non, 35,63 % de participation[47].
- Référendum de 2005 relatif au traité établissant une Constitution pour l'Europe : 53,94 % pour le Oui, 46,06 % pour le Non, 72,60 % de participation[48].

### Liste des maires
| Période                                  | Période                      | Identité                       | Étiquette       | Qualité |
| ---------------------------------------- | ---------------------------- | ------------------------------ | --------------- | --- |
| Les données manquantes sont à compléter. |                              |                                |                 | |
|                                          |                              | Lucien François                | Union nationale | Agriculteur Conseiller d'arrondissement (1919 → 1934) Président du conseil d'arrondissement                   |
| mars 1977                                | mars 1989                    | Christian Thirouin (1932-2014) | RPR             | Exploitant agricole, maire honoraire Adjoint au maire (1965 → 1977)                                           |
| mars 1989                                | mars 2001                    | Bernard Roz                    | SE              | Retraité, maire honoraire                                                                                     |
| 11 mars 2001                             | 18 décembre 2016             | Bernard Vera                   | PCF             | Professeur d'éducation physique et sportive Sénateur de l'Essonne (2004 → 2011 et 2016 → 2017) Démissionnaire |
| 18 décembre 2016                         | En cours (au 6 juillet 2020) | Emmanuel Dassa                 | PCF             | Enseignant-chercheur à l’université Paris-Saclay                                                              |

### Jumelages
La commune de Briis-sous-Forges n'a développé aucune association de jumelage.

## Population et société

### Démographie

#### Évolution démographique
L'évolution du nombre d'habitants est connue à travers les recensements de la population effectués dans la commune depuis 1793. Pour les communes de moins de 10 000 habitants, une enquête de recensement portant sur toute la population est réalisée tous les cinq ans, les populations de référence des années intermédiaires étant quant à elles estimées par interpolation ou extrapolation. Pour la commune, le premier recensement exhaustif entrant dans le cadre du nouveau dispositif a été réalisé en 2008.

En 2022, la commune comptait 3 375 habitants, en évolution de −3,6 % par rapport à 2016 (Essonne : +2,89 %, France hors Mayotte : +2,11 %).
| 1793 | 1800 | 1806 | 1821 | 1831 | 1836 | 1841 | 1846 | 1851 |
| ---- | ---- | ---- | ---- | ---- | ---- | ---- | ---- | ---- |
| 705  | 687  | 690  | 657  | 676  | 658  | 681  | 709  | 709  |

| 1856 | 1861 | 1866 | 1872 | 1876 | 1881 | 1886 | 1891 | 1896 |
| ---- | ---- | ---- | ---- | ---- | ---- | ---- | ---- | ---- |
| 747  | 802  | 775  | 741  | 738  | 753  | 805  | 749  | 753  |

| 1901 | 1906 | 1911 | 1921 | 1926 | 1931 | 1936 | 1946 | 1954 |
| ---- | ---- | ---- | ---- | ---- | ---- | ---- | ---- | ---- |
| 764  | 897  | 913  | 851  | 857  | 859  | 804  | 948  | 985  |

| 1962  | 1968  | 1975  | 1982  | 1990  | 1999  | 2006  | 2008  | 2013  |
| ----- | ----- | ----- | ----- | ----- | ----- | ----- | ----- | ----- |
| 1 007 | 1 059 | 1 547 | 1 850 | 2 220 | 3 211 | 3 342 | 3 361 | 3 612 |

| 2018  | 2022  | - | - | - | - | - | - | - |
| ----- | ----- | - | - | - | - | - | - | - |
| 3 316 | 3 375 | - | - | - | - | - | - | - |

#### Pyramide des âges
En 2018, le taux de personnes d'un âge inférieur à 30 ans s'élève à 35,2 %, soit en dessous de la moyenne départementale (39,9 %). À l'inverse, le taux de personnes d'âge supérieur à 60 ans est de 22,3 % la même année, alors qu'il est de 20,1 % au niveau départemental.
En 2018, la commune comptait 1 613 hommes pour 1 703 femmes, soit un taux de 51,36 % de femmes, légèrement supérieur au taux départemental (51,02 %).
Les pyramides des âges de la commune et du département s'établissent comme suit.
| Hommes | Classe d’âge | Femmes |
| ------ | ------------ | ------ |
| 0,2    | 90 ou +      | 2,1    |
| 5,7    | 75-89 ans    | 8,7    |
| 14,9   | 60-74 ans    | 12,9   |
| 23,7   | 45-59 ans    | 24,3   |
| 18,8   | 30-44 ans    | 18,2   |
| 18,0   | 15-29 ans    | 15,7   |
| 18,7   | 0-14 ans     | 18,1   |

| Hommes | Classe d’âge | Femmes |
| ------ | ------------ | ------ |
| 0,5    | 90 ou +      | 1,4    |
| 5,4    | 75-89 ans    | 7,2    |
| 12,9   | 60-74 ans    | 13,9   |
| 20     | 45-59 ans    | 19,4   |
| 19,9   | 30-44 ans    | 20,1   |
| 20     | 15-29 ans    | 18,2   |
| 21,3   | 0-14 ans     | 19,8   |

### Enseignement
Les élèves de Briis-sous-Forges sont rattachés à l'académie de Versailles. La commune dispose sur son territoire de l'école maternelle des Lutins, de l'école élémentaire des Bosquets et du collège Jean-Monnet. Concernant le lycée, la commune dépend de la ville de Limours, pour le lycée Jules-Verne.
Le groupe scolaire catholique Trinité et Tarcisius, implanté dans le hameau de Frileuse, est le seul établissement catholique hors contrat du département ; il accueille environ 120 élèves, de la primaire au collège.

### Santé
La commune dispose sur son territoire du centre médical de Bligny, limitrophe de Fontenay-lès-Briis, et de la maison de retraite de la Boissière. De plus en 2017 une maison de santé municipale a ouverte ses portes.

### Culture

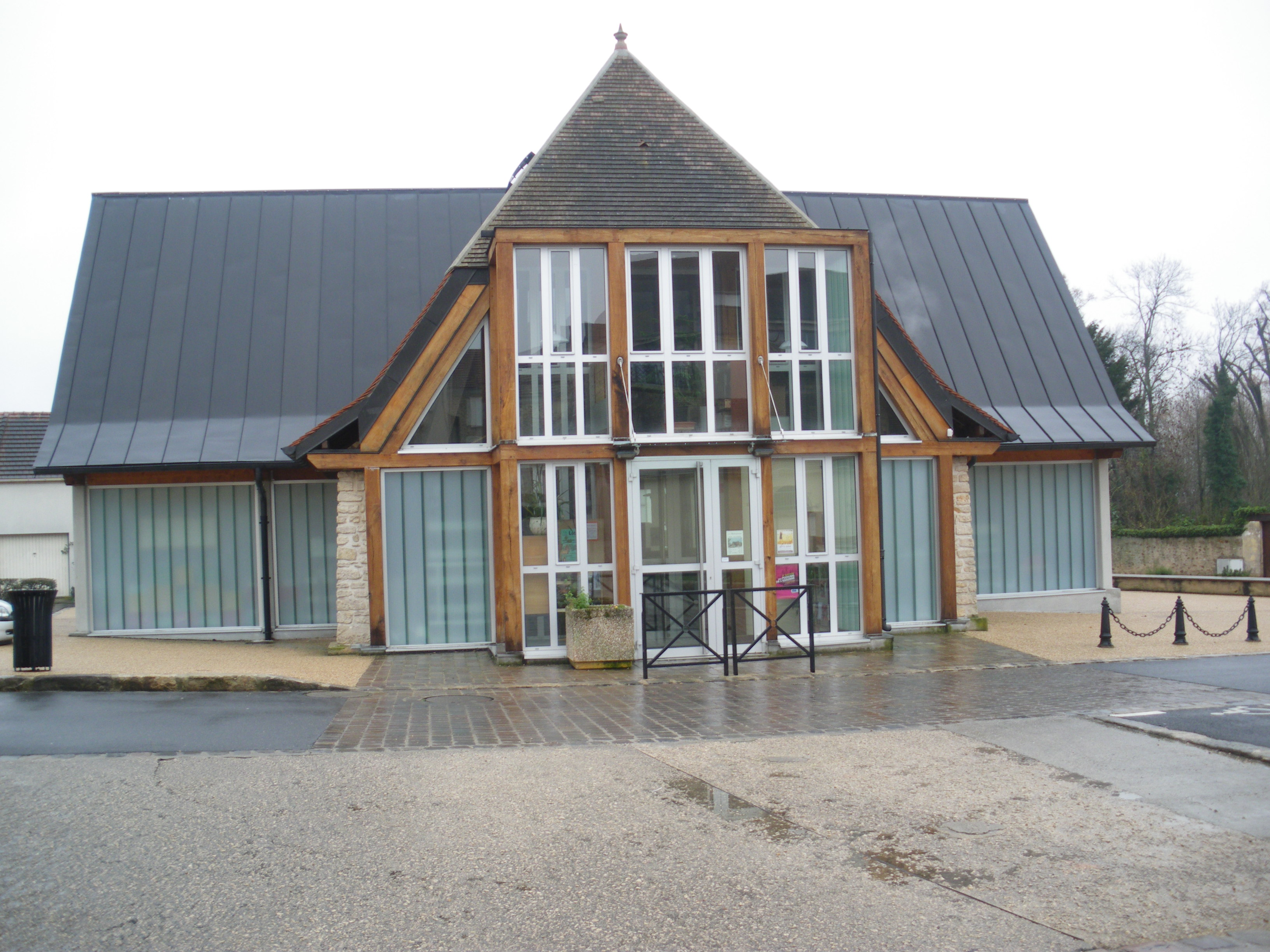
Médiathèque.
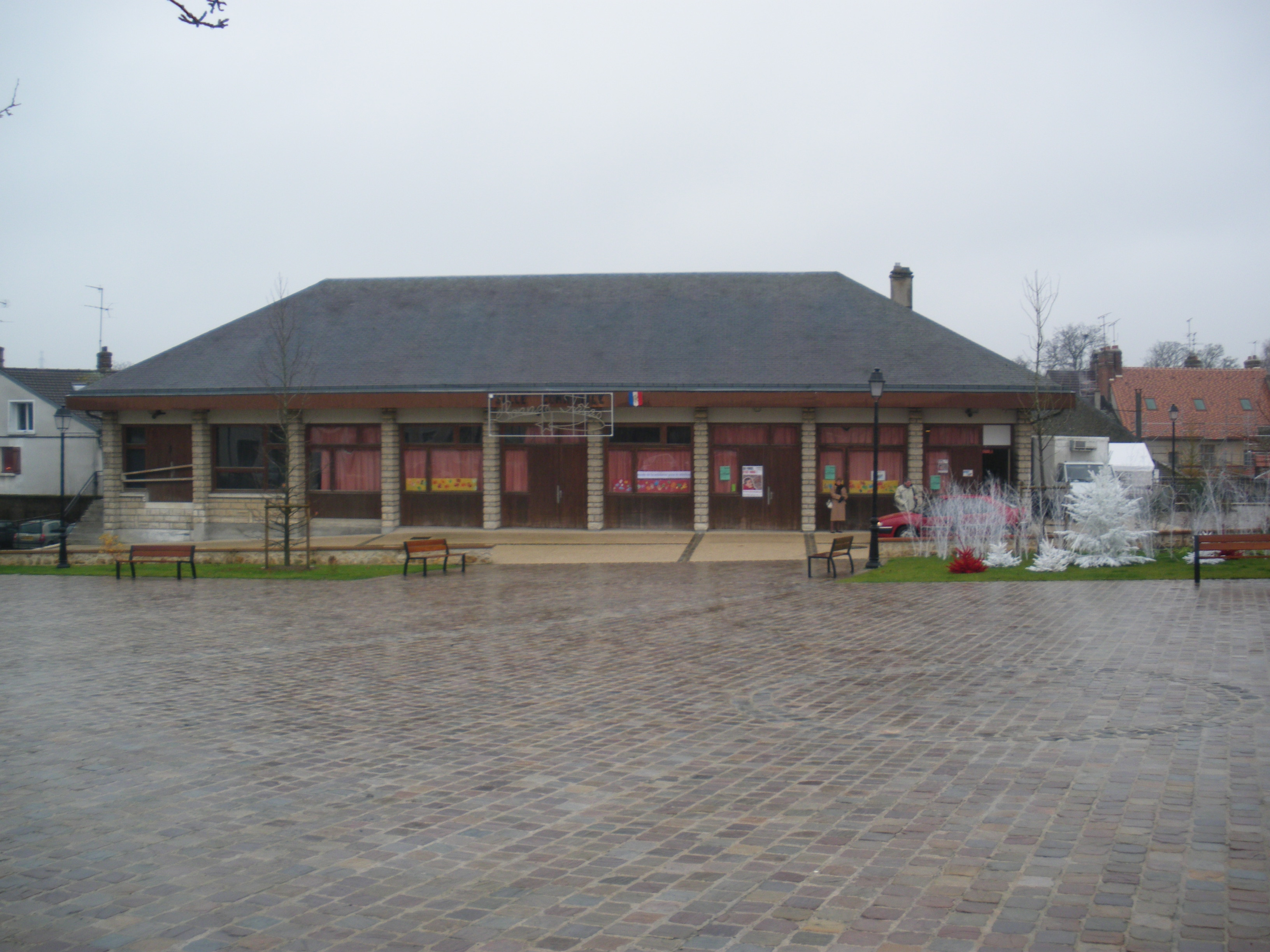
Salle municipale.

### Sports
La commune de Briis-sous-Forges est équipée d'un complexe sportif avec un gymnase, un terrain de football en herbe, un terrain de football en stabilisé, une piste d'athlétisme, un terrain de basketball, un skatepark, un stade de tennis (avec court couvert).

### Services publics
La commune dispose sur son territoire d'une agence postale.

### Lieux de culte

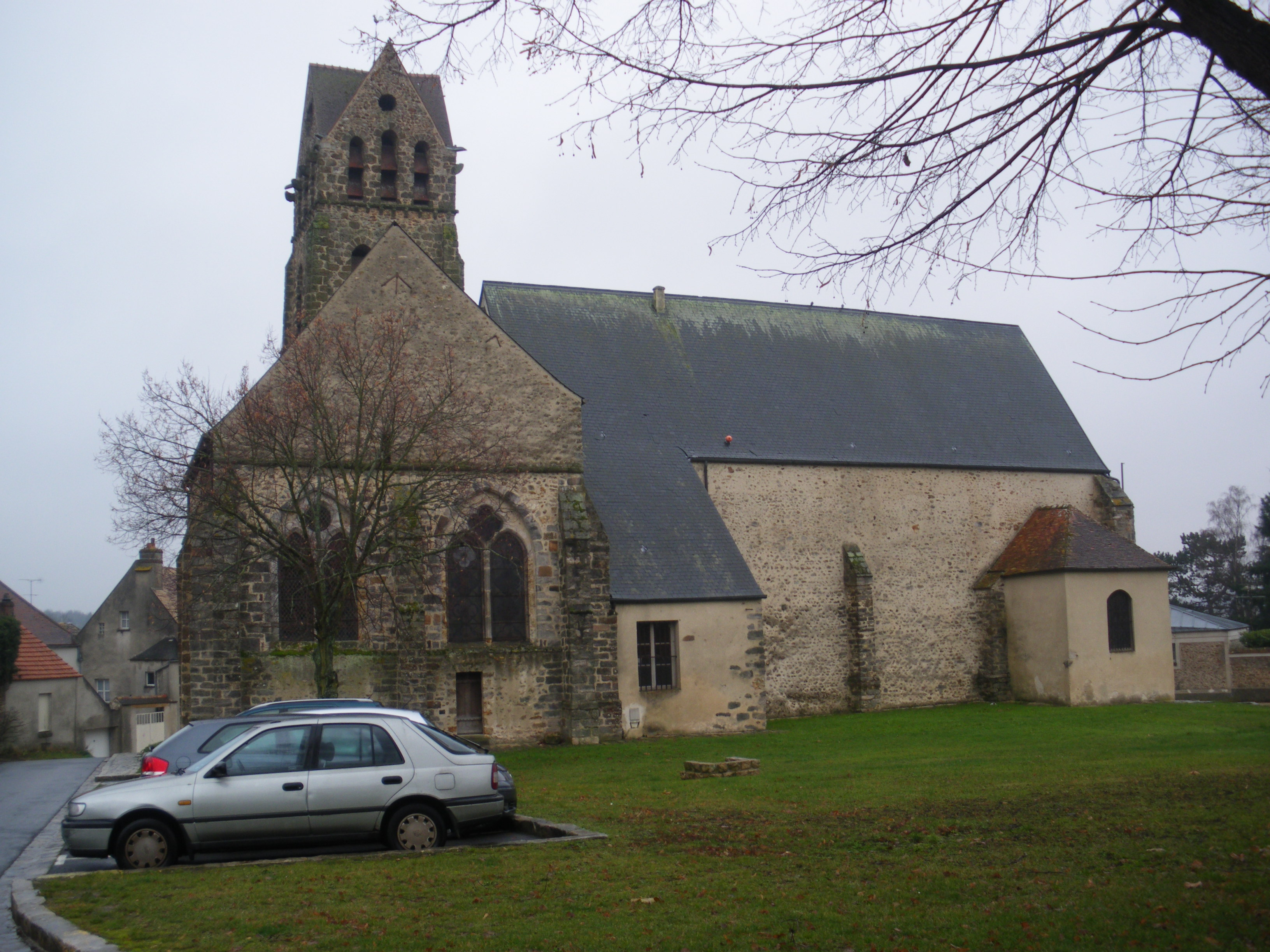
L'église Saint-Denis.

La paroisse catholique de Briis-sous-Forges est rattachée au secteur pastoral de Limours et au diocèse d'Évry-Corbeil-Essonnes. Elle dispose de l'église Saint-Denis.

### Médias
L'hebdomadaire Le Républicain relate les informations locales. La commune est en outre dans le bassin d'émission des chaînes de télévision France 3 Paris Île-de-France Centre, IDF1 et Téléssonne intégré à Télif.

## Économie

### Emplois, revenus et niveau de vie
En 2010, le revenu fiscal médian par ménage était de 48 389 €, ce qui plaçait Briis-sous-Forges au 411e rang parmi les 31 525 communes de plus de 39 ménages en métropole.
| Répartition des emplois par catégories socioprofessionnelles en 2006. |              |                                           |                                                   |                            |                          |                           |
|                                                                       | Agriculteurs | Artisans, commerçants, chefs d’entreprise | Cadres et professions intellectuelles supérieures | Professions intermédiaires | Employés                 | Ouvriers                  |
| Briis-sous-Forges                                                     | 0,6 %        | 6,1 %                                     | 12,8 %                                            | 32,9 %                     | 27,6 %                   | 20,1 %                    |
| Zone d’emploi d’Orsay                                                 | 0,2 %        | 3,7 %                                     | 36,2 %                                            | 26,2 %                     | 21,4 %                   | 12,3 %                    |
| Moyenne nationale                                                     | 2,2 %        | 6,0 %                                     | 15,4 %                                            | 24,6 %                     | 28,7 %                   | 23,2 %                    |
| Répartition des emplois par secteurs d’activités en 2006.             |              |                                           |                                                   |                            |                          |                           |
|                                                                       | Agriculture  | Industrie                                 | Construction                                      | Commerce                   | Services aux entreprises | Services aux particuliers |
| Briis-sous-Forges                                                     | 3,0 %        | 10,6 %                                    | 3,9 %                                             | 4,1 %                      | 5,4 %                    | 7,9 %                     |
| Zone d’emploi d’Orsay                                                 | 1,0 %        | 13,4 %                                    | 3,8 %                                             | 18,1 %                     | 30,5 %                   | 5,4 %                     |
| Moyenne nationale                                                     | 3,5 %        | 15,2 %                                    | 6,4 %                                             | 13,3 %                     | 13,3 %                   | 7,6 %                     |
| Sources : Insee,                                                      |              |                                           |                                                   |                            |                          |                           |

## Culture locale et patrimoine

### Patrimoine environnemental
La commune a été récompensée par une fleur au concours des villes et villages fleuris puis deux fleurs au palmarès 2011.
La forêt communale, le bois de Croulard, les champs entourant le bourg et l'étang d'Invilliers ont été recensés au titre des espaces naturels sensibles par le conseil général de l'Essonne.

### Patrimoine architectural

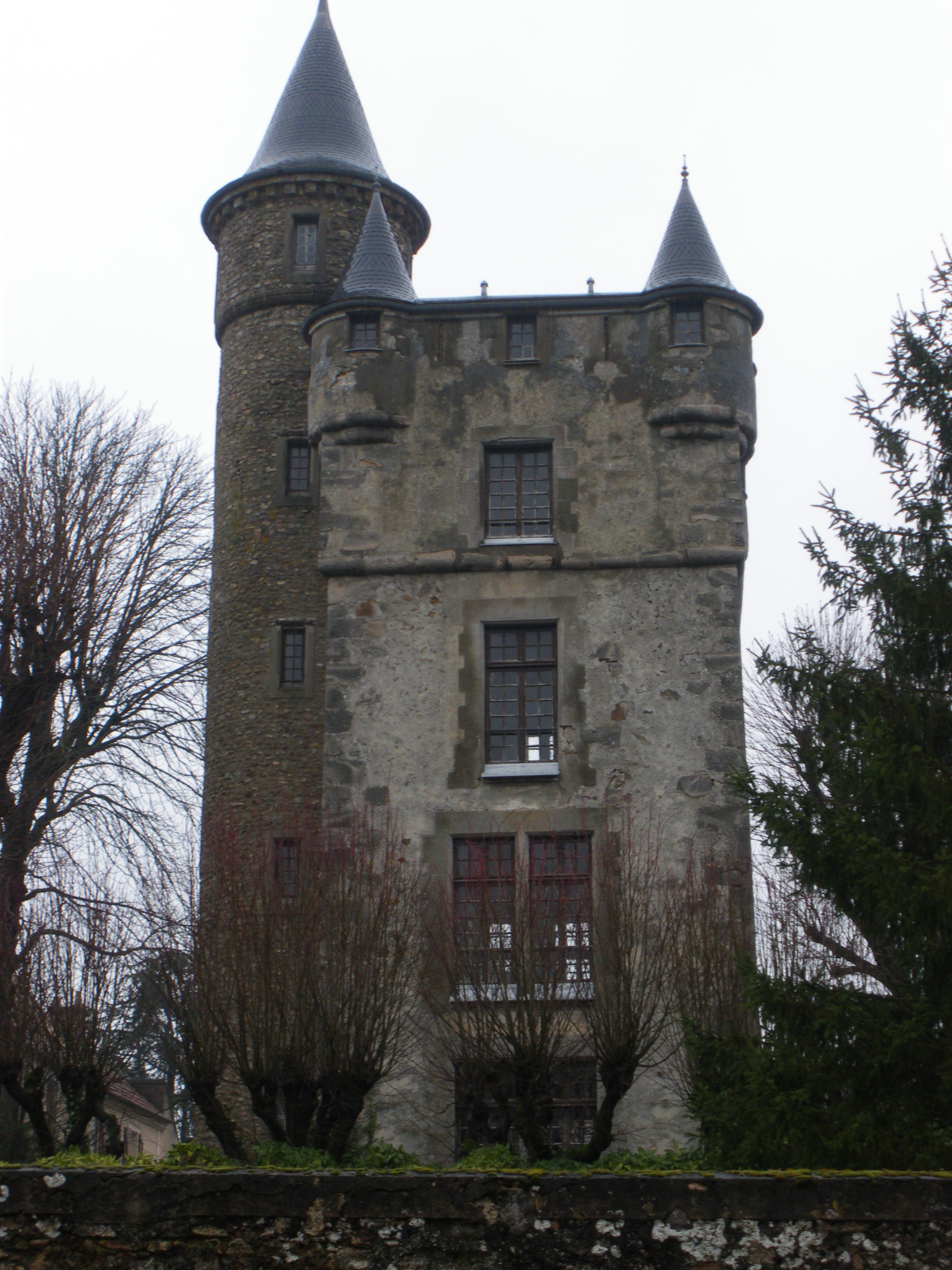
Le donjon du château.

L'église Saint-Denis des XIe et XIIe siècles a été inscrite aux monuments historiques le 1er mars 1958.

### Personnalités liées à la commune
Différents personnages publics sont nés, décédés ou ont vécu à Briis-sous-Forges :
- Anne Boleyn (1501-1536), reine d'Angleterre, y séjourna ;
- Léon de Montesquiou (1873-1915), essayiste, y vécut[75] ;
- Edgard Ballon (1886-1963), athlète international, y est décédé ;
- Marc Gentilini (1929-), ancien président de la Croix-Rouge française, y vécut ;
- Gérard Rinaldi (1943-2012), acteur et chanteur, y est décédé ;
- Éric Boyer (1963-), coureur cycliste, y vécut.

### Héraldique
| Blason de Briis-sous-Forges | Blason  | D'or à la bande d'azur chargée de trois annelets d'argent. |
| Blason de Briis-sous-Forges | Détails |                                                            |

### Briis-sous-Forges dans les arts et la culture
- Le nom de la commune est utilisé pour la dénomination d'une aire de repos sur l'autoroute A10 voisine, l'aire de Limours—Briis-sous-Forges dans le sens Province-Paris située au point kilométrique 5[76].